# Ijevanits'
Ijevanits' är ett vattendrag i Armenien.   Det ligger i provinsen Vajots Dzor, i den centrala delen av landet, 70 kilometer öster om huvudstaden Jerevan.
Trakten runt Ijevanits' består i huvudsak av gräsmarker. Runt Ijevanits' är det ganska glesbefolkat, med 28 invånare per kvadratkilometer.